# Kurt Conle
Kurt Conle (* 10. März 1918 in Mülheim an der Ruhr; † 12. Januar 1966 in Immenstadt im Allgäu) war ein deutscher Architekt, Bauunternehmer und Gründer der Fluggesellschaft LTU.

## Jugend und Ausbildung
Kurt Conle wurde als Sohn des Schreinermeisters Heinrich Conle und seiner Frau Berta Sieper in Speldorf geboren. Sein Vater stammte aus dem hessischen Ruhlkirchen und war 1899 mit seiner ersten Frau Franziska und Tochter Katharina nach Mülheim an der Ruhr gezogen. Dort bekamen sie weiteren Nachwuchs: Maria (* 1900), Anna (* 1905) und Karl (* 1908). 1914 starb Heinrichs Frau im Alter von 33 Jahren. 1915 heiratete er ein zweites Mal. Aus der Ehe mit Berta Sieper gingen vier weitere Kinder hervor: Heinrich August (* 1915), Kurt (* 1918), Werner (* 1921) und Günter (* 1923).
Kurt Conle ging nach seinem Schulabschluss 1934 bei seinem Vater Heinrich in die Lehre. Nach der Gesellenprüfung als Zimmerer und Tischler schrieb er sich 1938 bei der Staatsbauschule in Essen als Student ein, wo er 1940 seinen Abschluss als Bauingenieur machte. Einige Monate lang sammelte er noch als Bauleiter der Essener Hochtief AG berufliche Erfahrung, bevor er zur Kriegsmarine einberufen wurde. Nach der Entlassung aus der Kriegsgefangenschaft schrieb er sich 1945 als Student im Fach Architektur an der Kunstakademie Düsseldorf ein und legte nach einem Studienabstecher an die TU München 1948 sein Examen als Architekt ab.

## Das Bauunternehmen Conle
Nach dem Studium machte sich Kurt Conle selbstständig. Gemeinsam mit seinem älteren Bruder Heinrich (Heinz) gründete er 1948 in Speldorf ein Architekturbüro, das sich im westlichen Ruhrgebiet schnell einen Namen machte. War das erste Bauprojekt noch ein bescheidenes Einfamilienhaus, so folgten größere Aufträge für Schulen, Krankenhäuser sowie verschiedene öffentliche Verwaltungsgebäude. Die Brüder Conle engagierten sich auch im sozialen Wohnungsbau. Sie kauften größere Grundstücksareale und zogen dort Komplexe von Sozialwohnungen hoch, so in Duisburg-Ruhrort und in den Mülheimer Stadtteilen Dümpten, Broich und Speldorf. Andere Großprojekte lagen in Oberhausen, Duisburg-Großenbaum und Duisburg-Hamborn. In Mülheim waren der Wohnpark Uhlenhorst, die Siedlung Krähenbüschken und die Siedlung an der Saarner Kuppe unter den Projekten der Conles.
Kurt Conle expandierte und begann, andere Baufirmen aufzukaufen. Neben Firmen im Ruhrgebiet erwarb er eine Fensterfabrik sowie ein Sägewerk in Bayern, wo er auch eine Jagd betrieb. Anfang der 1960er Jahre kaufte Conle in großem Umfang Grundstücke in Ostwestfalen sowie in Weeze und Mönchengladbach, um diese mit Siedlungen für die englischen Besatzungstruppen zu bebauen.
Bei allen Bauprojekten waren die Arbeitsbereiche der beiden Conle-Brüder getrennt: Während Kurt Conle sich um die kaufmännischen Angelegenheiten kümmerte, war sein Bruder Heinz für die Architekturentwürfe und den baulich-technischen Bereich zuständig.
Diese Aufgabenteilung bewahrte Heinz Conle einige Jahre später vor einer Verurteilung durch das Landgericht Duisburg. In einem seit 1961 laufenden Verfahren wurden die Gebrüder Conle beschuldigt, im Rahmen des sozialen Wohnungsbaus das Land Nordrhein-Westfalen mit falschen Abrechnungen um rund 500.000 DM betrogen zu haben. Wegen Krankheit und somit fehlender Verhandlungsfähigkeit wurde das Verfahren gegen Kurt Conle zunächst abgetrennt und mit dessen Tod 1966 schließlich ganz eingestellt. Sein Bruder Heinrich musste sich jedoch vor Gericht verantworten. In den Verhandlungen verwies er darauf, dass für die Finanzangelegenheiten der Firma ausschließlich sein Bruder Kurt verantwortlich gewesen sei. Das Verfahren endete nach sechs Jahren im Februar 1967 mit einem Freispruch, da die Vorwürfe nach dem Tod von Kurt Conle nicht mehr überprüfbar waren.

## Gründung der Firma LTU
Die florierenden Geschäfte seines Bauunternehmens ermöglichten es Kurt Conle, sich 1955 einen langgehegten Traum zu erfüllen. Er erwarb ein kleines, zweimotoriges Privatflugzeug der Marke Cessna von seinem Wiesbadener Geschäftspartner Sachsenberg, der in seinem Zweitberuf Vertreter der Firma Cessna war. Bei dieser Gelegenheit machte ihn Sachsenberg auf die Geschäftsidee eines Engländers aufmerksam, der gerade eine Firma namens LTU gegründet hatte.
Bei dem Unternehmensgründer handelte es sich um Bernard A. Dromgoole, der zusammen mit seinem Landsmann Ronny Myhill im Februar 1955 ein Flugunternehmen – die „Lufttransport Union“ –  gegründet und dazu ein Flugzeug gechartert hatte. Ziel war es, einen eigenen Flugbetrieb aufzubauen. Die dazu notwendigen Verkehrsrechte wurden von den zuständigen deutschen Behörden jedoch nur erteilt, wenn die Mehrheitsgesellschafter des Unternehmens deutsche Staatsangehörige waren. Die Einbindung des flugbegeisterten Bauunternehmers Conle in das Projekt schaffte optimale Voraussetzungen für den Start des Unternehmens, da Conle über hervorragende Kontakte zu deutschen Banken verfügte. Kurt Conle genoss das Vertrauen der Kreditgeber und verfügte mit seinem Bauunternehmen über die notwendigen Sicherheiten. Das technische Wissen sowie die Kontakte zu den Flugzeugherstellern brachten Dromgoole und Myhill in die Firma mit ein. Am 20. Oktober 1955 wurde die Firma LTU mit einem Gesellschaftskapital von 30.000 DM ins Handelsregister Frankfurt eingetragen, wobei zunächst ein Drittel, seit 1956 dann zwei Drittel der Geschäftsanteile bei Kurt Conle und seiner Familie lagen.
Der erste reguläre Passagierflug fand am 4. März 1956 von Frankfurt am Main nach Catania, Sizilien, statt. Um Flugreisen in südliche Länder auch außerhalb der Sommersaison attraktiv zu machen, entwickelten Conle und seine Mitarbeiter Konzepte, um Hoteliers zur Nachrüstung ihrer Hotels und Ferienanlagen mit Heizungen zu motivieren. Zudem beteiligten sich Vertreter der Firma LTU an Arbeitsgruppen auf Landes- und Bundesebene, um zeitversetzte Ferien in den deutschen Bundesländern durchzusetzen. Firmeninhaber Kurt Conle hatte die Vision, dass eines Tages alle Deutschen mit dem Flugzeug in den Urlaub fliegen würden. Sein legendärer Leitspruch lautete: „Fliegen ist für alle da.“
Kurt Conle wurde 1959 Hauptgesellschafter und verlegte 1961 den Flugverkehr von Frankfurt am Main nach Düsseldorf, welches der Heimatflughafen der Fluggesellschaft bis zu ihrer Auflösung blieb. Hier erlebte die Airline in den 1960er Jahren ein florierendes Geschäft. Mitten im wirtschaftlichen Aufschwung starb Kurt Conle nach schwerer Krankheit am 12. Januar 1966. Die von der Erbengemeinschaft ernannten Treuhänder stellten sein Firmenimperium auf den Prüfstand und überlegten, die weniger profitablen Firmen zu verkaufen. Auch LTU stand zur Disposition, da die Fluggesellschaft in der Vergangenheit stark vom Wohlwollen des Firmenchefs Conle profitiert hatte, der sich auch von Verlusten nie davon hatte abhalten lassen, Geld in das Unternehmen zu investieren. Mit den beiden Geschäftsführern hatte Conle vor seinem Tod einen Finanzplan ausgearbeitet, der vorsah, dass bis 1972 alle Gewinne in die Firma reinvestiert werden sollten. In Verhandlungen wurden die Treuhänder überzeugt, diese Vereinbarung einzuhalten und das Unternehmen im Sinne von Kurt Conle weiterzuführen.

## Privates
Kurt Conle war mit Hilde Conle geborene Heckhoff (1920–2006) verheiratet. Gemeinsam hatten sie drei Töchter: Beate Hüttner, Ulrike Paulus und Vera Conle-Kalinowski.